# Voluta

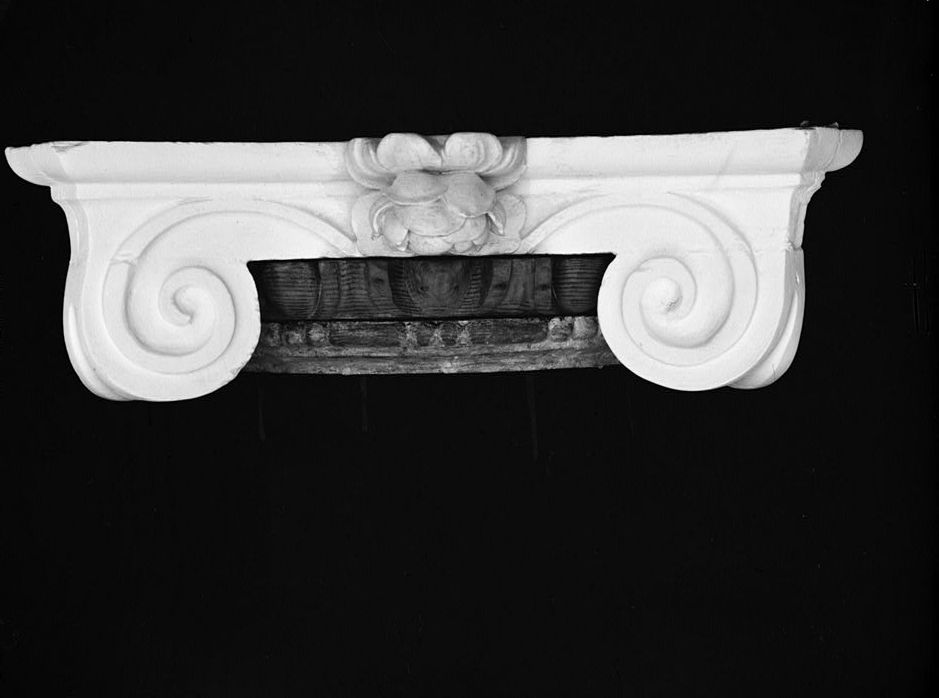
Volute di un capitello. Hammond-Harwood House (Maryland)

La voluta è un particolare ornamento geometrico di forma a spirale. Già dall'antichità classica inserita in architettura, specialmente nel capitello della colonna, proveniente dall'esperienza scultoria. Si ottiene tracciando consecutivamente linee ad arco che formano il cosiddetto nastro, aventi centro via via in una serie di punti disposti nei vertici di un piccolo quadrato generatore inscritto in un cerchio chiamato occhio della voluta. Come descritto anche da Palladio e Vignola, le soluzioni possono essere innumerevoli.
Tutto ciò spiega l'etimo del termine, che proviene dal latino voluta (da volvo, 'girare', 'arrotolare').
Una spiegazione di carattere adattativo-simbolico del suo uso sarebbe quella di fare da transizione tra campi di linee verticali (fusto) e orizzontali (architrave) o comunque perpendicolari tra di loro.

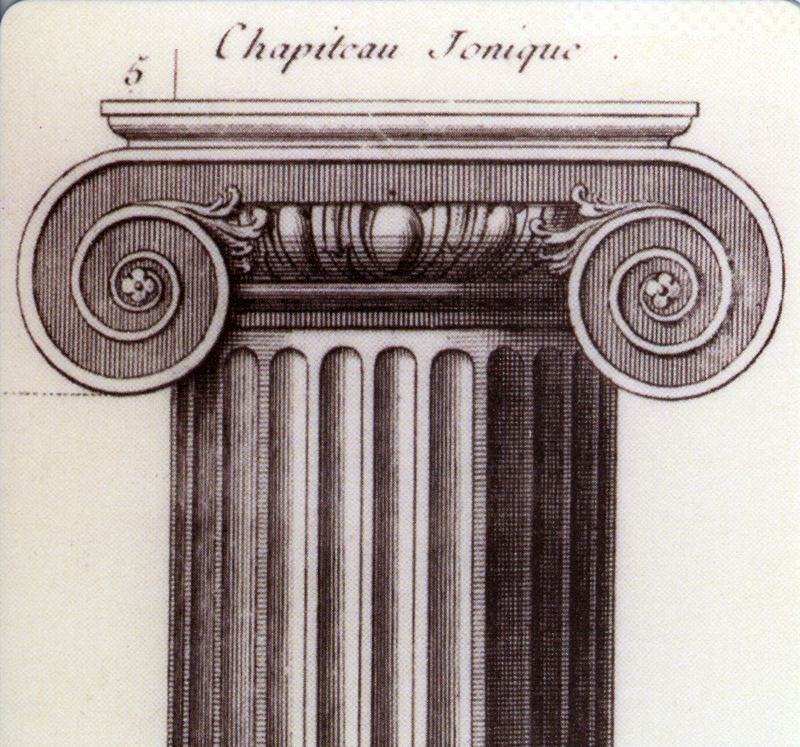
Capitello ionico

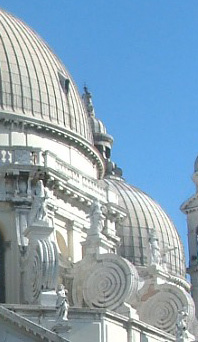
Santa Maria della Salute; in basso, le volute che circondano la cupola

L'esempio più classico di voluta si ritrova nella decorazione del capitello ionico,
laddove le volute sono simmetriche. Le due volute sono composte con un unico nastro: in questo caso il tratto di nastro che le collega viene chiamato canale.
Introdotta dai Greci ed in seguito canonizzata da Vitruvio, la voluta è presente come segno spontaneo indicante energia e a fini decorativi, dall'antichissimo capitello eolico alle forme della ceramica; i manici dei crateri attici recavano a volte parti a forma di voluta. Sempre nell'antichità greca, alcune acconciature femminili dell'epoca sembrano ricordare le volute del capitello ionico.
Dato che l'ornamento si ritrova nell'antichità classica, è chiaro che è stato molto diffuso anche nelle architetture direttamente o indirettamente ad essa ispirate, come il Rinascimento, il Barocco e il Neoclassicismo. Si ricorda la cupola costruita per la Santa Maria della Salute a Venezia, oppure delle facciate di chiese come quelle di Santa Maria Novella o del Duomo di Torino, dove il canale è arricciato da ambo le parti e nei due sensi opposti, formando quindi una struttura a S.
A partire dall'epoca del liberty, la voluta è soggetta a trasformazioni di vario tipo: spesso, la spirale viene appena accennata nella sua sagoma; altre volte, la forma a riccio perde le sue fattezze tondeggianti per assumere una struttura quadrangolare. In seguito, l'uso della voluta viene più o meno abbandonato dai movimenti architettonici tipicamente novecenteschi (vedi movimento moderno).

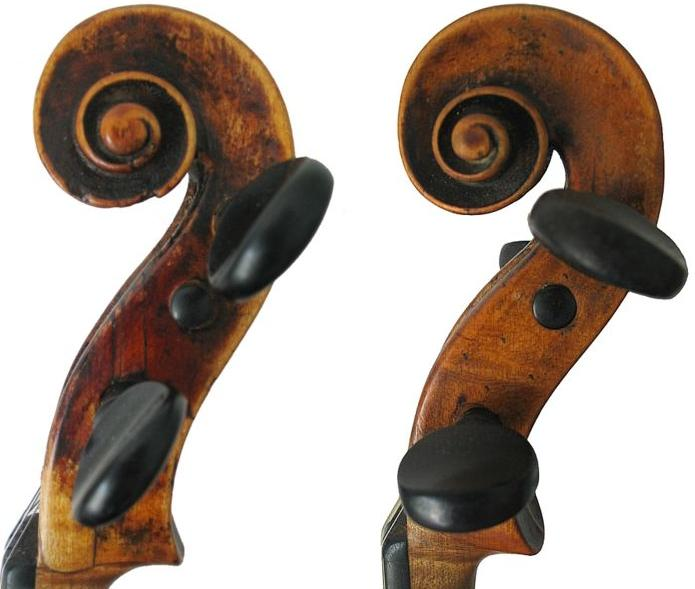
Riccio

La forma costituisce tutt'oggi un elemento di discreta importanza nella costruzione dei mobili più tradizionalisti ed è un elemento di primo piano nella costruzione degli strumenti ad arco, dove la voluta corrisponde al riccio, ossia la decorazione della cassetta dei piroli.